# Scott Gordon
Pour les articles homonymes, voir Gordon.
Scott Gordon (né le 6 février 1963 à Brockton, Massachusetts, aux États-Unis) est un joueur professionnel américain de hockey sur glace devenu entraîneur. Il évoluait au poste de gardien de but.

## Biographie

### Carrière de joueur
Gardien de but américain, il ne joue que 23 parties dans la Ligue nationale de hockey, toutes avec les Nordiques de Québec. Il joue majoritairement dans les ligues mineures américaines telles que la Ligue américaine de hockey et la East Coast Hockey League avant de devenir entraîneur.

### Carrière d'entraîneur
Après sa carrière de joueur, il entreprend une carrière d'entraîneur. Il est assistant-entraîneur durant quelques saisons avant d'obtenir pour la première fois le poste d'entraîneur-chef. Il occupe donc ce poste avec l'Express de Roanoke de la saison 1998-1999 à 1999-2000. Il revient à ce poste en 2002-2003, cette fois avec les Bruins de Providence en remplacement en cours de saison de Mike Sullivan. Il y reste jusqu'au terme de la saison 2007-2008 alors qu'il signe au cours de l'été un contrat pour devenir l'entraîneur-chef des Islanders de New York de la Ligue nationale de hockey.
Décimés par les blessures à des éléments-clés tels que Mark Streit et Kyle Okposo, les Islanders commencent la saison 2010-2011 avec une fiche de 4 victoires, une défaite et deux autres en bris d'égalité. À la suite de ce bon début de saison, l'équipe s'effondre par la suite en subissant 10 défaites d'affilée. Au lendemain de la 10e défaite d'affilée des Insulaires, le directeur général Garth Snow décide qu'il en a assez vu et renvoie son entraîneur-chef, le remplaçant de façon intérimaire par Jack Capuano.
Il est assistant entraîneur pour les Maple Leafs de Toronto de 2011 à 2014 avant de devenir entraîneur-chef dans la LAH pour les Phantoms de Lehigh Valley à partir de la saison 2015-2016.

## Statistiques
Les significations des abréviations sont consultables sur l'article consacré aux Statistiques du hockey sur glace.

| Saison     | Équipe                   | Ligue      |    | Saison régulière | Saison régulière | Saison régulière | Saison régulière | Saison régulière | Saison régulière | Saison régulière | Saison régulière | Saison régulière | Saison régulière | Saison régulière |   | Séries éliminatoires | Séries éliminatoires | Séries éliminatoires | Séries éliminatoires | Séries éliminatoires | Séries éliminatoires | Séries éliminatoires | Séries éliminatoires | Séries éliminatoires | Séries éliminatoires |
| Saison     | Équipe                   | Ligue      | PJ | V                | D                | Pr/N             | Min              | BC               | Moy              | % Arr            | Bl               | Pun              | A                | PJ               | V | D                    | Min                  | BC                   | Moy                  | % Arr                | Bl                   | Pun                  | A                    |                      |                      |
| 1982-1983  | Eagles de Boston College | NCAA       | 9  | 3                | 3                | 0                | -                | -                | 2,43             | -                | 0                | 0                | 0                | -                | - | -                    | -                    | -                    | -                    | -                    | -                    | -                    | -                    |                      |                      |
| 1983-1984  | Eagles de Boston College | NCAA       | 35 | 21               | 13               | 0                | -                | -                | 3,75             | -                | 1                | 6                | 0                | -                | - | -                    | -                    | -                    | -                    | -                    | -                    | -                    | -                    |                      |                      |
| 1984-1985  | Eagles de Boston College | NCAA       | 36 | 23               | 11               | 2                | -                | -                | 3,61             | -                | 1                | 4                | 1                | -                | - | -                    | -                    | -                    | -                    | -                    | -                    | -                    | -                    |                      |                      |
| 1985-1986  | Eagles de Boston College | NCAA       | 32 | 17               | 8                | 1                | -                | -                | 3,63             | -                | 2                | 14               | 1                | -                | - | -                    | -                    | -                    | -                    | -                    | -                    | -                    | -                    |                      |                      |
| 1986-1987  | Express de Fredericton   | LAH        | 31 | 10               | 12               | 2                | 1 599            | 119              | 4,47             | 87,5             | 0                | 12               | 2                | -                | - | -                    | -                    | -                    | -                    | -                    | -                    | -                    | -                    |                      |                      |
| 1987-1988  | Skipjacks de Baltimore   | LAH        | 34 | 7                | 18               | 3                | 1 633            | 145              | 5,31             | 86,1             | 0                | 10               | 0                | -                | - | -                    | -                    | -                    | -                    | -                    | -                    | -                    | -                    |                      |                      |
| 1988-1989  | Chiefs de Johnstown      | ECHL       | 31 | 18               | 9                | 3                | 1 839            | 117              | 3,82             | 88,8             | 2                | 8                | 2                | 11               | 7 | 4                    | -                    | -                    | 3,34                 | -                    | 0                    | 8                    | 1                    |                      |                      |
| 1988-1989  | Citadels d'Halifax       | LAH        | 2  | 0                | 2                | 0                | 116              | 10               | 5,17             | 82,4             | 0                | 0                | 0                | -                | - | -                    | -                    | -                    | -                    | -                    | -                    | -                    | -                    |                      |                      |
| 1989-1990  | Citadels d'Halifax       | LAH        | 48 | 28               | 16               | 3                | 2 851            | 158              | 3,33             | 88,6             | 0                | 8                | 1                | 6                | 2 | 4                    | -                    | -                    | 4,94                 | -                    | 0                    | 2                    | 0                    |                      |                      |
| 1989-1990  | Nordiques de Québec      | LNH        | 10 | 2                | 8                | 0                | 597              | 53               | 5,33             | 85,5             | 0                | 0                | 0                | -                | - | -                    | -                    | -                    | -                    | -                    | -                    | -                    | -                    |                      |                      |
| 1990-1991  | Citadels d'Halifax       | LAH        | 24 | 12               | 10               | 2                | 1 410            | 87               | 3,70             | 87,8             | 2                | 4                | 1                | -                | - | -                    | -                    | -                    | -                    | -                    | -                    | -                    | -                    |                      |                      |
| 1990-1991  | Nordiques de Québec      | LNH        | 13 | 0                | 8                | 0                | 485              | 48               | 5,94             | 78,6             | 0                | 0                | 0                | -                | - | -                    | -                    | -                    | -                    | -                    | -                    | -                    | -                    |                      |                      |
| 1991-1992  | Citadels d'Halifax       | LAH        | 7  | 3                | 3                | 1                | 424              | 27               | 3,82             | 88,5             | 0                | 2                | 0                | -                | - | -                    | -                    | -                    | -                    | -                    | -                    | -                    | -                    |                      |                      |
| 1991-1992  | Nighthawks de New Haven  | LAH        | 4  | 3                | 1                | 0                | 239              | 11               | 2,76             | 89,8             | 0                | 0                | 0                | 2                | 0 | 2                    | -                    | -                    | 4,54                 | -                    | 0                    | 0                    | 0                    |                      |                      |
| 1992-1993  | Knights de Nashville     | ECHL       | 23 | 13               | 9                | 1                | 1 380            | 99               | 4,30             | 88,9             | 0                | 6                | 5                | 9                | 5 | 4                    | -                    | -                    | 4,38                 | -                    | 0                    | 4                    | 0                    |                      |                      |
| 1993-1994  | Cherokees de Knoxville   | ECHL       | 26 | 15               | 10               | 1                | 1 517            | 98               | 3,87             | 87,4             | 0                | 8                | 1                | -                | - | -                    | -                    | -                    | -                    | -                    | -                    | -                    | -                    |                      |                      |
| 1993-1994  | Knights d'Atlanta        | LIH        | 5  | 0                | 1                | 3                | 233              | 13               | 3,34             | 88,7             | 0                | 0                | 0                | -                | - | -                    | -                    | -                    | -                    | -                    | -                    | -                    | -                    |                      |                      |
| Totaux LNH | Totaux LNH               | Totaux LNH | 23 | 2                | 16               | 0                | 1 082            | 101              | 5,60             | 82,9             | 0                | 0                | 0                | -                | - | -                    | -                    | -                    | -                    | -                    | -                    | -                    | -                    |                      |                      |

## Trophées et honneurs personnels
- Hockey East
  - 1986 : nommé dans la 1re équipe d'étoile
- East Coast Hockey League
  - 1989 : nommé dans la 1re équipe d'étoile

## Transactions en carrière
- 2 octobre 1986 : signe un contrat comme agent-libre avec les Nordiques de Québec.